# Бобово (Саратовская область)
Бобово — село в Марксовском районе Саратовской области, входит в состав Липовского муниципального образования.
Село расположено при овраге по левой стороне реки Малый Кушум.

## История
Деревня Бобова упоминается в Списке населённых мест Самарской губернии 1910 года. Согласно Списку в деревне Бобовой проживало 356 мужчин и 352 женщины, мещане, преимущественно русские, православные и раскольники, в деревне имелись церковь, церковно-приходская школа, 3 ветряные мельницы. Согласно примечанию деревня была образована из хутора Бобовых, и хотя и находилась в границах Верхне-Караманской волости Новоузенского уезда, административно была причислена к Мало-Быковской волости Николаевского уезда.
После образования АССР немцев Поволжья входило в состав Фёдоровского кантона. С 1935 года, после выделения Гнаденфлюрского кантона из Фёдоровского, и до ликвидации АССР немцев Поволжья в 1941 году село Бобово относилось к Гнаденфлюрскому кантону АССР немцев Поволжья.

## Население
| Годы      | 1910 | 1926 | 2002 |
| --------- | ---- | ---- | ---- |
| Население | 708  | 924  | 296  |

| 2002 | 2010 |
| ---- | ---- |
| 298  | ↗311 |

## Инфраструктура
В селе имеется: фельдшерский-акушерский пункт, отделение почтовой связи, Дом культуры, сельская библиотека. Раньше была средняя школа, но в 2009 году её закрыли из-за недостатка учеников. Сейчас детей возят в Липовскую среднюю школу.